# Емма (фільм, 1932)
«Емма» (англ. Emma) — американська комедійна мелодрама режисера Кларенса Брауна 1932 року.

## Сюжет
Померла мати трьох дітей, і всіх їх взяла на опіку її знайома Емма Тетчер. Один з дітей коли виріс став успішним і багатим — звали його Фредерік — одружився з Еммою, але, на жаль, невдовзі помер. Так що тепер його остання воля стала предметом розбрату між Еммою та іншими дітьми, які вже давно дітьми перестали бути.

## У ролях
- Марі Дресслер — Емма
- Річард Кромуелл — Ронні
- Джин Гершолт — містер Сміт
- Мірна Лой — Ізабель
- Джон Мільян — прокурор округу
- Пернелл Претт — Гаскінс
- Лейла Беннетт — Матильда
- Барбара Кент — Гіпсі
- Кетрін Кроуфорд — Сью
- Джордж Мікер — Білл
- Дейл Фуллер — покоївка
- Андре Черон — граф П'єр
- Вілфред Ной — Дрейк